# Классификация средств индивидуальной защиты органов дыхания
Согласно действующим стандартам, средства индивидуальной защиты органов дыхания (СИЗОД) делятся на два основных типа — фильтрующие и изолирующие.
Фильтрующие респираторы зависят от окружающей среды, так как при их использовании рабочий дышит окружающим воздухом после его очистки фильтрами. А изолирующие респираторы не используют окружающий воздух для дыхания, так как в них содержится запас воздуха (автономные дыхательные аппараты), или они получают его по шлангу из внешнего источника (шланговые респираторы).

## Фильтрующие респираторы

###### Лицевые части

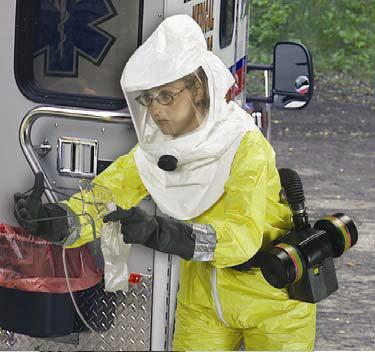
Фильтрующий респиратор с принудительной подачей воздуха под капюшон - отсутствует сопротивление дыханию, может использоваться длительное время без перерывов, ожидаемое снижение загрязнённости вдыхаемого воздуха - (ОКЗ) ~ 25 раз. При отказе вентилятора - защиту не обеспечивает

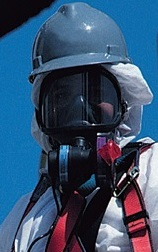
Полнолицевая маска с фильтром и вентилятором - фильтрующий респиратор с принудительной подачей воздуха

Фильтрующие респираторы могут быть противогазными, противоаэрозольными и комбинированными (противогазными и противоаэрозольными одновременно).
У фильтрующих респираторов могут быть разные лицевые части — четвертьмаски, 
полумаски, полнолицевые маски, шлемы и капюшоны.
Два последних типа лицевых частей не плотно прилегают к лицу, и их используют тогда, когда воздух подаётся принудительно. Это нужно для того, чтобы при вдохе из-за пониженного давления под лицевой частью не произошло просачивания неотфильтрованного окружающего воздуха через зазоры между лицевой частью респиратора и лицом.
А четвертьмаски, полумаски и полнолицевые маски плотно прилегают к лицу, и они могут использоваться без принудительной подачи воздуха. Поэтому такие респираторы — самые распространённые и недорогие.

### Фильтры
Для обеспечения рабочего очищенным воздухом в фильтрующих респираторах могут использоваться противогазные (для защиты от газов и паров), противоаэрозольные (для защиты от пыли, дыма и тумана) или комбинированные (противогазные и противоаэрозольные) фильтры. Классификация фильтров описана в статье Фильтры респираторов, а современные методы своевременной замены противогазных и комбинированных фильтров - в статье Способы замены противогазных фильтров респираторов. Если лицевая часть - полумаска, то для того, чтобы тяжёлый фильтр не "стянул" её с лица и не образовались зазоры между маской и лицом, вес фильтров ограничен 300 г. Для полнолицевой маски ограничение - 500 г. Поэтому большие фильтры не устанавливают прямо на маски, а размещают на поясе, в сумке, на шлеме и т.п., и соединяют с маской гибким шлангом. У респираторов с принудительной подачей воздуха там же размещают аккумулятор и вентилятор. Но при использовании лёгких противоаэрозольных фильтров иногда их вместе с вентилятором размещают прямо на маске, а аккумулятор - на поясе (фотография слева).

## Изолирующие респираторы

### Шланговые респираторы[15]

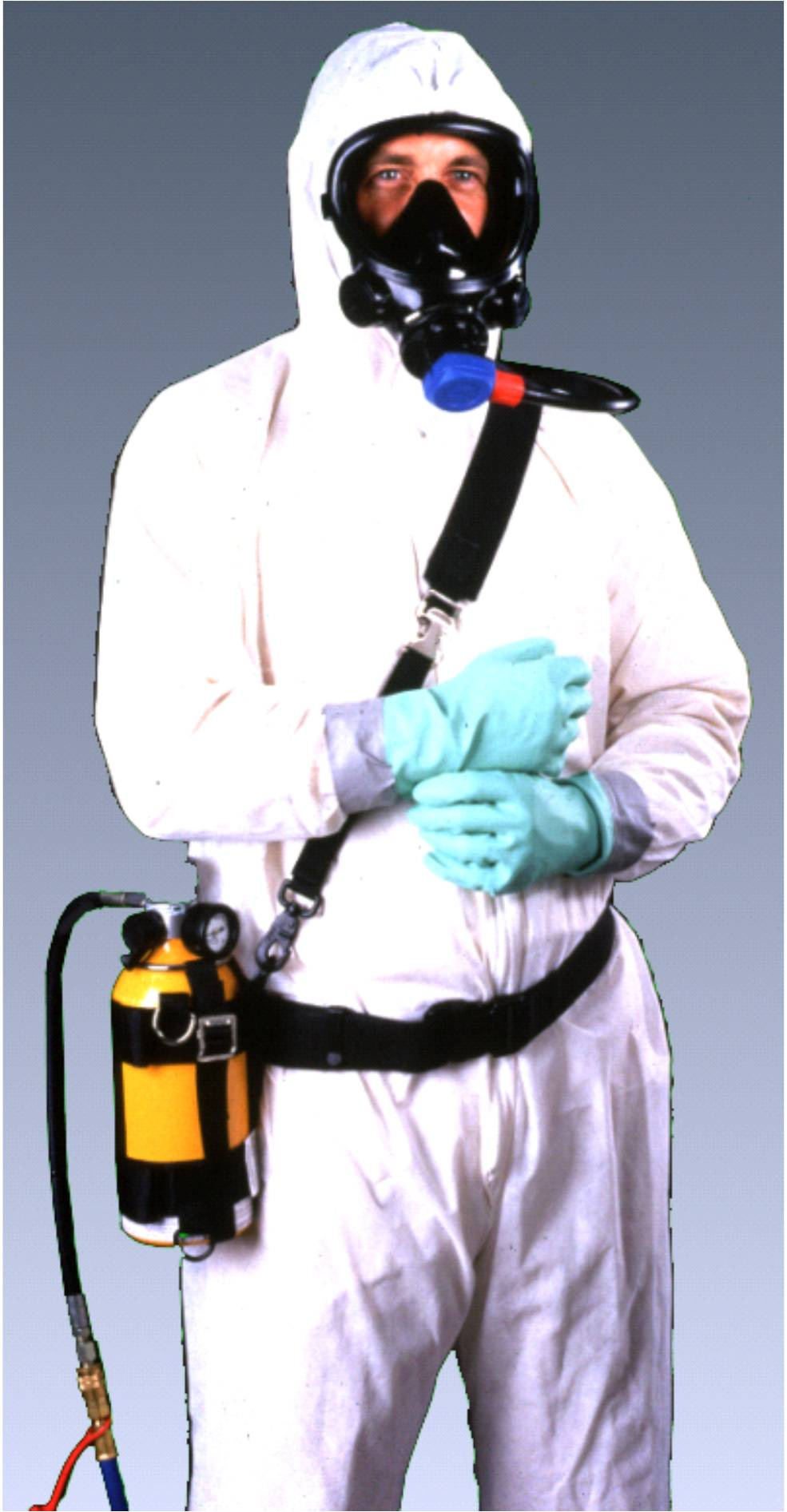
Сочетание двух видов изолирующих СИЗОД - шлангового респиратора (основной) и автономного дыхательного аппарата (вспомогательный, используется при эвакуации с места работы в случае нарушения подачи воздуха по шлангу)

Шланговые респираторы могут использовать для вдыхания воздуха, сжатым компрессором до высокого давления. У таких шланговых респираторов подача воздуха может быть непрерывной, по потребности и под давлением.
- При непрерывной подаче воздуха он подаётся под лицевую часть с постоянным расходом, не зависимо от его потребления. Защитные свойства таких респираторов (при заданном расходе воздуха) зависят от того, насколько плотно лицевая часть прилегает к лицу.
- При подаче воздуха по потребности при вдохе давление под маской снижается, становится ниже атмосферного, и из-за этого открывается клапан подачи воздуха. Но из-за перепада давления под маску через зазоры может просочиться загрязнённый воздух, и у таких респираторов невысокая ожидаемая степень защиты.
- При подаче воздуха по потребности под давлением воздух выпускается из маски наружу тогда, когда избыточное давление в маске превысило заданную величину. А подача воздуха под маску происходит не тогда, когда давление там стало ниже атмосферного, а когда оно стало ниже какого-то заданного избыточного давления. Поэтому у таких респираторов всегда давление под маской выше, чем снаружи. Это не позволяет загрязнённому воздуху просачиваться под маску, и у таких респираторов высокая ожидаемая степень защиты.

При использовании таких респираторов нужно заранее побеспокоится о том, как рабочие будут покидать загрязнённое место работы при перебоях в подаче воздуха. Для этого может использоваться шланговый респиратор в сочетании с маленьким дыхательным аппаратом, запас воздуха в котором позволяет выйти в безопасное место.
Для использования таких респираторов нужен сильно сжатый воздух, то есть дорогой компрессор.
Иногда вместо этого для снабжения воздухом используют не сжатый воздух. Он может поступать под маску за счёт разрежения, создаваемого рабочим при вдохе. Это очень недорогой респиратор, но он наименее надёжен. Также для подачи воздуха может использоваться воздуходувка с ручным приводом или электроприводом.

### Другие виды респираторов

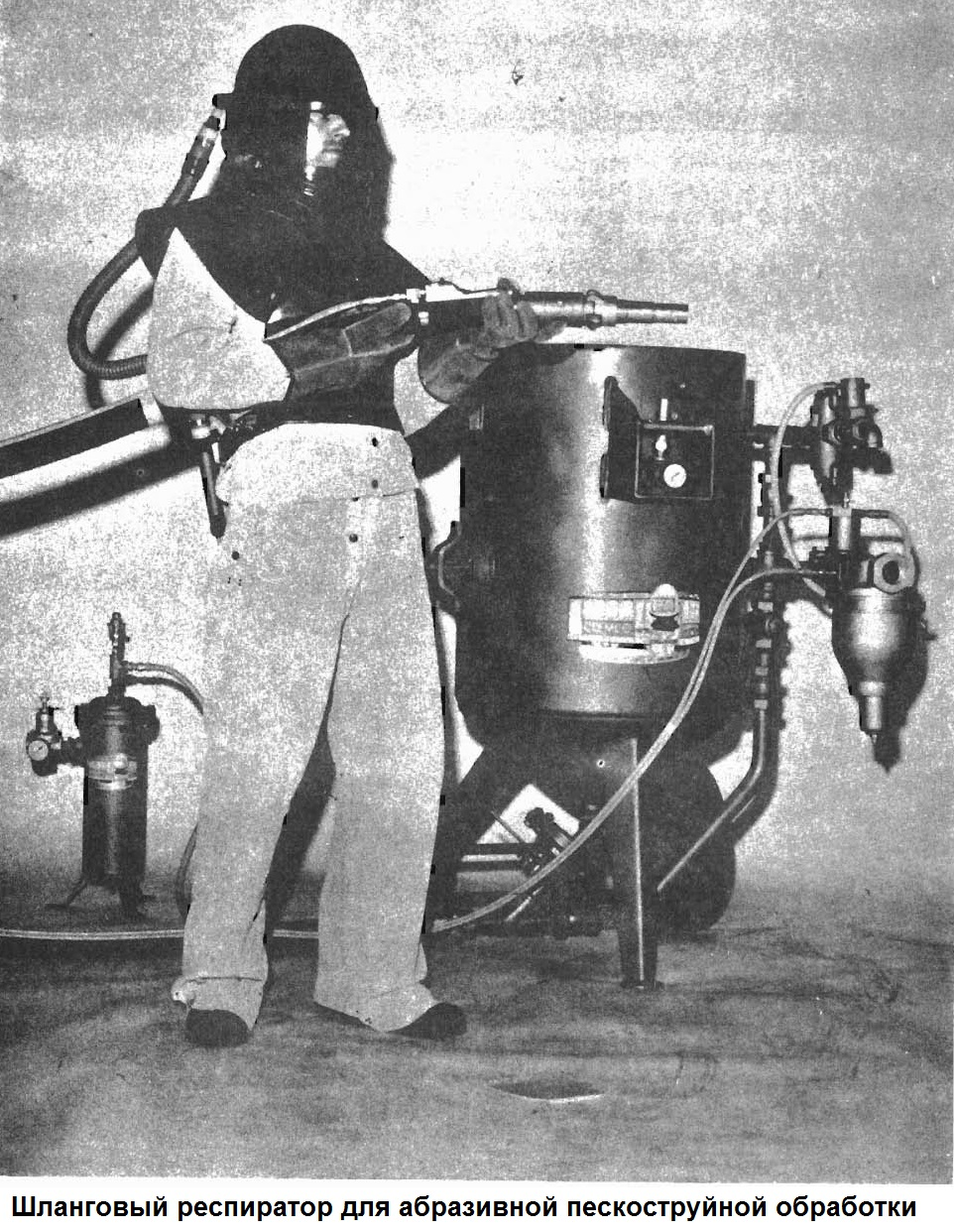
Шланговый респиратор (США) с подачей сжатого воздуха, предназначен для абразивной обработки (тип "СЕ")

Кроме перечисленных выше видов респираторов существуют и другие виды (в РФ нет соответствующих ГОСТов, ссылка):
1. Защитные шлемы для пескоструйных (абразивных) работ, которые дополнительно защищают голову и часть тела рабочего от ударов отлетающих частиц. У таких шлемов имеется сменное ударопрочное стекло, и защитный передник[16]. Но в РФ сейчас нет стандарта по таким респираторам, хотя они уже давно изготавливаются и применяются.
2. Самоспасатели разных конструкций, например - Самоспасатель ШСС-1. Самоспасатели также бывают фильтрующими и изолирующими, и могут предназначаться для использования в различных целях - для эвакуации при пожаре, при ЧС, при аварии на шахте и т.п.